# 잇카타이촌
잇카타이촌(一方井村)은 1955년까지 이와테현 이와테군 북부에 위치했던 촌이다. 현재의 이와테정에 해당한다.

## 연혁
- 1889년 4월 1일 - 정촌제가 시행으로 기타이와테 군 잇카타이촌이 성립하였다.
- 1896년 3월 29일 - 기타이와테 군과 미나미이와테 군이 합병해 이와테 군이 되었다.
- 1955년 7월 21일 - 누마쿠나이정, 가와구치촌, 미도촌과 합병해 이와테정이 되었다.

## 참고서적
- 『이와테현 정촌 합병지』(이와테현 총무부 지방과, 1957년)